# Добровольський Леонард Олександрович
Леонард Олександрович Добровольський (7 лютого 1929, Київ — 2013) — український лікар-гігієніст, радіобіолог; доктор медичних наук (1988).
Біографія
У 1955 році з відзнакою закінчив санітарно-гігієнічний факультет Київського медичного інституту, після чого завідував Чуйською районною СЕС (Казахстан, 1955-1957). Делегат 2-го з'їзду лікарів цілинних земель (Алма-Ата, 1956).
Закінчив аспірантуру при Київському інституті гігієни праці та профзахворювань. Всі наступні роки працював там же, з 1971 року – завідувач, останніми роками – провідний науковий співробітник Відділу епідеміологічних досліджень Інституту медицини праці АМН України; керував групою науково-медичної інформації та міжнародних наукових зв'язків.
У 1968-1970 роках працював радником з гігієни праці Європейського регіонального Бюро ВООЗ (Копенгаген).
В 1962 захистив кандидатську (керівник - професор Г. Х. Шахбазян), в 1988 - докторську дисертацію.
Основні напрямки досліджень:
гігієна виробничого мікроклімату,
радіаційна гігієна та радіобіологія (комбінована дія інкорпорованих радіоактивних речовин та високої температури).
Розроблено:
методологія гігієнічного нормування комбінації іонізуючої радіації та нерадіаційних факторів,
інструкція з радіаційної безпеки на підприємствах лісового господарства,
інструкція для працівників автомобільного транспорту Української РСР, які виконують радіаційно-небезпечні роботи.
Організував Першу конференцію ВООЗ з профілактики отруєння пестицидами (Київ, 1971). Член Вченої ради Інституту медицини праці АМН України, кваліфікаційної спецради за спеціальністю «Гігієна та профпатологія». Член міжнародної комісії з гігієни праці, член Ради міжнародного товариства з якості повітря у приміщеннях.
Автор понад 300 наукових праць, у тому числі 50 у закордонних виданнях, включаючи енциклопедії.
Вибрані праці:
Гігієна села: Науч.-спом. указ. набрякл. та зарубіжж. літ. (1972-1982 рр.) / Упоряд.: Л. А. Добровольський та ін. - Київ: РНМБ, 1983. - 365 с. - 800 прим.
Добровольський Л. А. Матеріали до гігієнічної оцінки температурних перепадів повітря: Автореф. дис. … канд. мед. наук. - Київ, 1962. - 16 с. - 300 прим.
Добровольський Л. А. Поєднана дія радіонуклідів та гіпертермії на репродуктивну функцію як гігієнічна проблема: Автореф. дис. … д-ра мед. наук. - Київ, 1988. - 39 с.
Наукові праці Київського НДІ гігієни праці та профзахворювань: Бібліогр. указ. робіт, опубл. з 1959 до 1978 рр. / Упоряд.: Л. А. Добровольський та ін - Київ, 1978. - 184 с. - 1000 прим.
Сватков В. І., Добровольський Л. А., Боровікова Н. М. Короткі підсумки дослідження поєднаної дії іонізуючого випромінювання та інших факторів довкілля в УРСР. - М.: Би. і., 1982. - 19 с.
Поєднана дія на організм іонізуючої радіації та факторів непроменевої природи: Рекоменд. список набряків. літ. та зарубіжж. / Упоряд.: Л. А. Добровольський, Л. А. Рижова. - Київ, 1978. - 27 с. - 500 прим.
Поєднана дія на організм хімічних та факторів іншої природи: Рекоменд. список набряків. та зарубіжж. літ. / Упоряд.: Л. А. Добровольський, Л. А. Рижова. - Київ, 1979. - 22 с. - 300 прим.
Зміни білкового обміну при тривалому вплив високої температури // Гігієна санітарію. - 1961. - № 6.
Заходи радіаційної безпеки за різних видів трудової діяльності в умовах радіоактивного забруднення. - Київ, 1986. (У співавт.).
Словник термінів та їх визначень у галузі гігієнічного нормування факторів довкілля. - М., 1988. (У співавт.).
Advances in study of combined effects of environmental factors on organism in Ukraine // Archives of Complex Environmental Studies. - 1999. Vol. 11, №1-2.
Деякі дані моделювання тривалої поєднаної дії малих доз Cs137 та ДДТ на плодючість і потомство //Міжнар. журн. радіація. медицини. - 2005. - № 7. (у співавт.).